# Babe (Styx)
Babe è un singolo inciso dal gruppo musicale statunitense Styx e facente parte dell'album Cornerstone pubblicato nel 1979. Autore del brano è il tastierista del gruppo, Dennis DeYoung.
Il singolo, pubblicato su etichetta A&M Records, raggiunse il primo posto delle classifiche negli Stati Uniti, il terzo in Nuova Zelanda e fu disco d'oro in Canada e negli Stati Uniti. Si tratta inoltre del primo successo del gruppo nel Regno Unito, avendo raggiunto la sesta posizione.

## Il brano
(Styx, Babe)
Il brano fu composto da Dennis DeYoung in occasione di un compleanno della moglie Suzanne. Visto il carattere privato del pezzo, inizialmente l'autore non prese in considerazione l'eventualità di inciderlo.
Si tratta di una canzone d'amore: il protagonista sta partendo a bordo di un treno e si sente triste perché deve - anche se momentaneamente - lasciare la donna che ama, che si sente altrettanto triste. Chiede però a lei di dargli la forza di affrontare questo distacco e la prega di credergli quando le dice che l'ama.
Il brano è accompagnato da un pianoforte elettrico di tipo Fender Rhodes, suonato dalla voce del gruppo Dennis DeYoung.
È stata inserita da VH1 alla posizione numero 26 nella classifica delle "100 più grandi canzoni d'amore".

## Tracce

### 45 giri (USA, Europa e Australia)[5]
1. Babe – 4:26 (Dennis DeYoung)
2. I'm O.K. – 5:42 (Dennis DeYoung - James Young)

### 45 giri (Italia)[8]
1. Babe – 4:26 (Dennis DeYoung)
2. Great White Hope – 4:23 (James Young)

### CD maxi[5]
1. Babe – 4:28
2. Boat On the River (Live) – 5:00
3. Rockin' the Paradise – 4:41

## Classifiche
| Classifica (1979/80) | Posizione massima |
| -------------------- | ----------------- |
| Australia            | 3                 |
| Belgio (Fiandre)     | 18                |
| Canada               | 1                 |
| Irlanda              | 4                 |
| Nuova Zelanda        | 3                 |
| Paesi Bassi          | 11                |
| Regno Unito          | 6                 |
| Stati Uniti          | 1                 |

## Cover
Una cover del brano è stata incisa nel 1997 dalla boy band olandese Caught in the Act.

## Nella cultura di massa
Il brano, nella versione originale degli Styx, è stato inserito nel film Big Daddy - Un papà speciale diretto da Dennis Dugan nel 1999.